# Pedro Laurenz

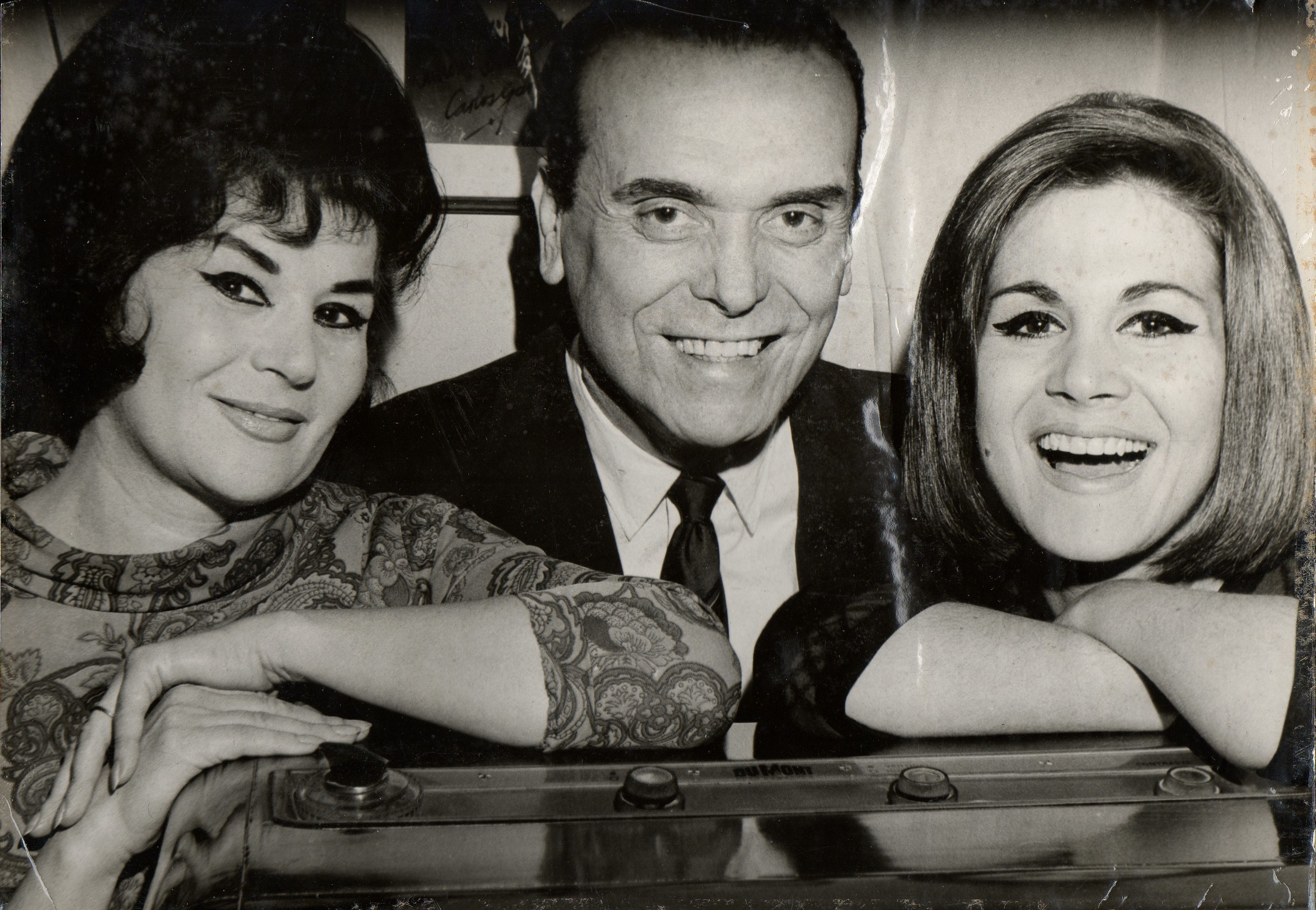
Pedro Laurenz con Elsa Larcade y María Cristina Laurenz

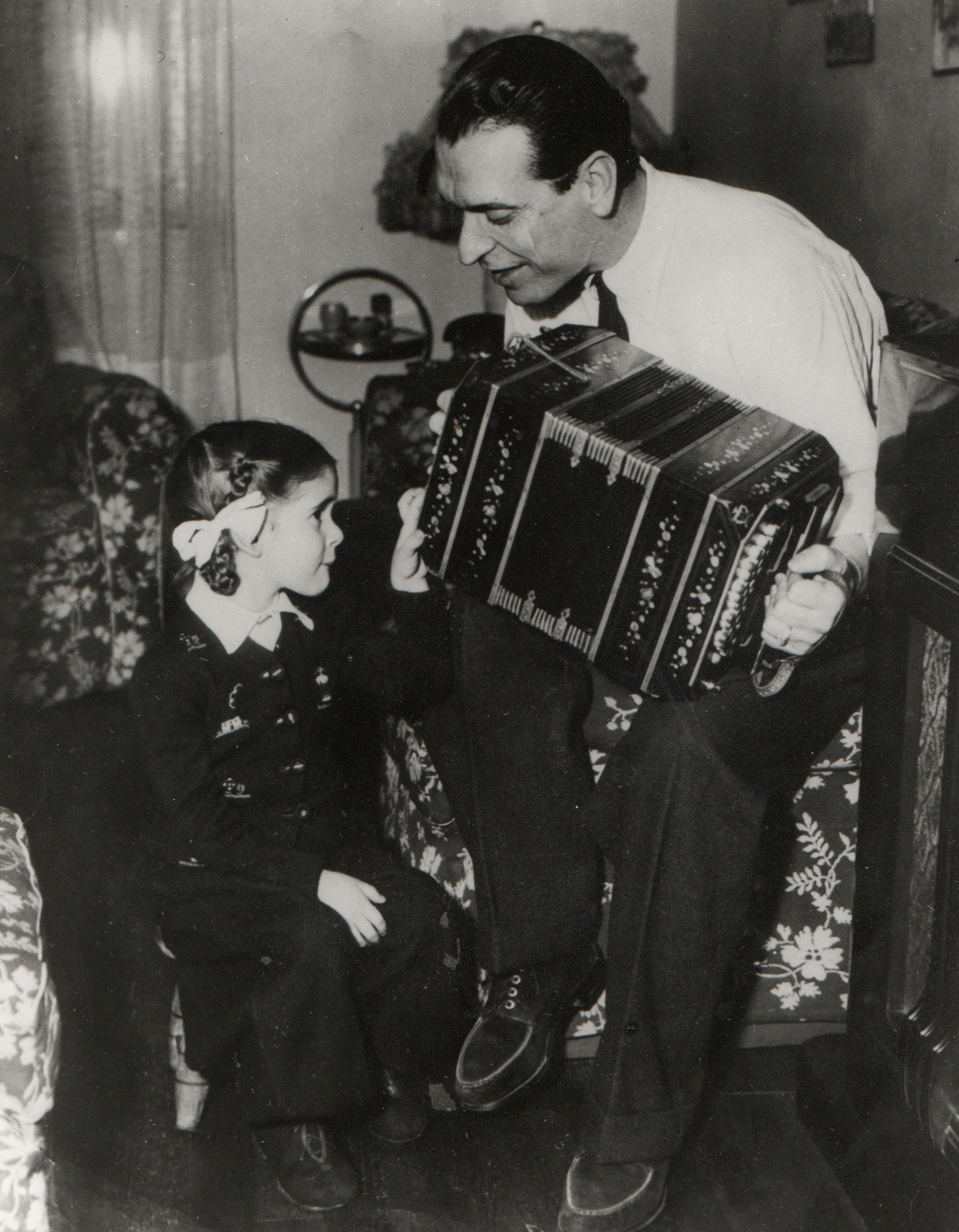
Pedro Laurenz con La Chiqui (María Cristina Laurenz)

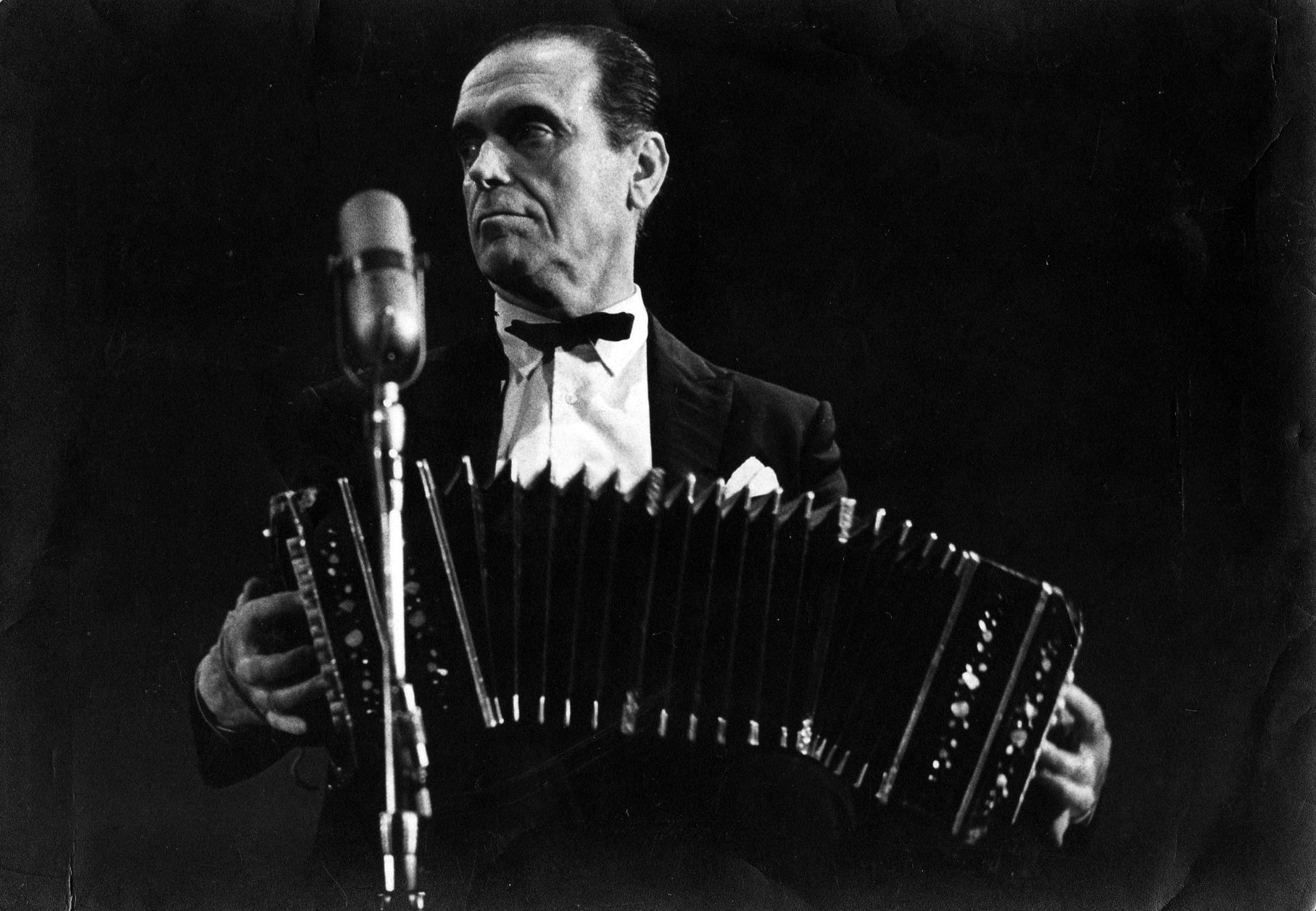
Pedro Laurenz con su Bandoneón en Japón

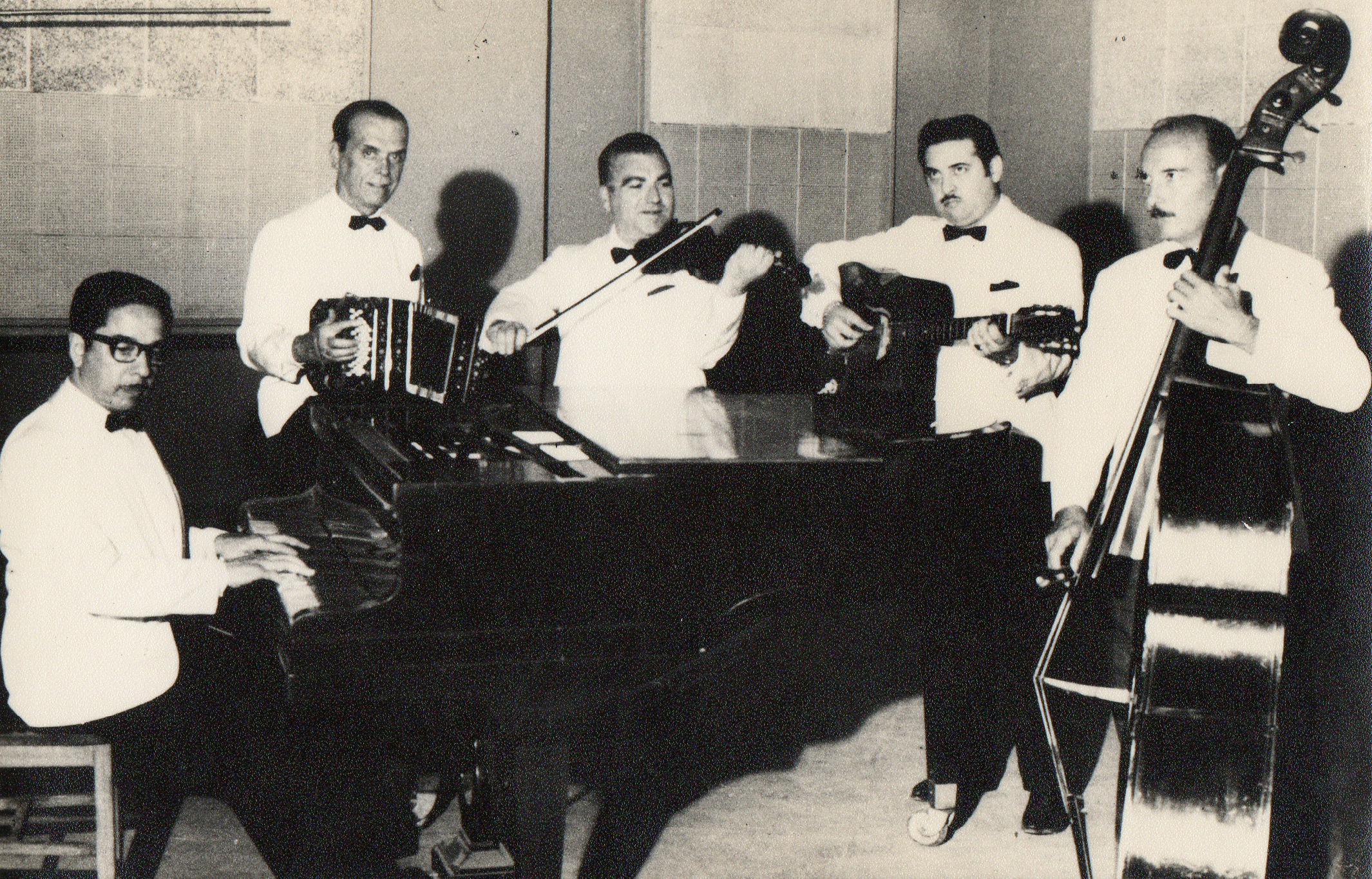
El Quinteto Real

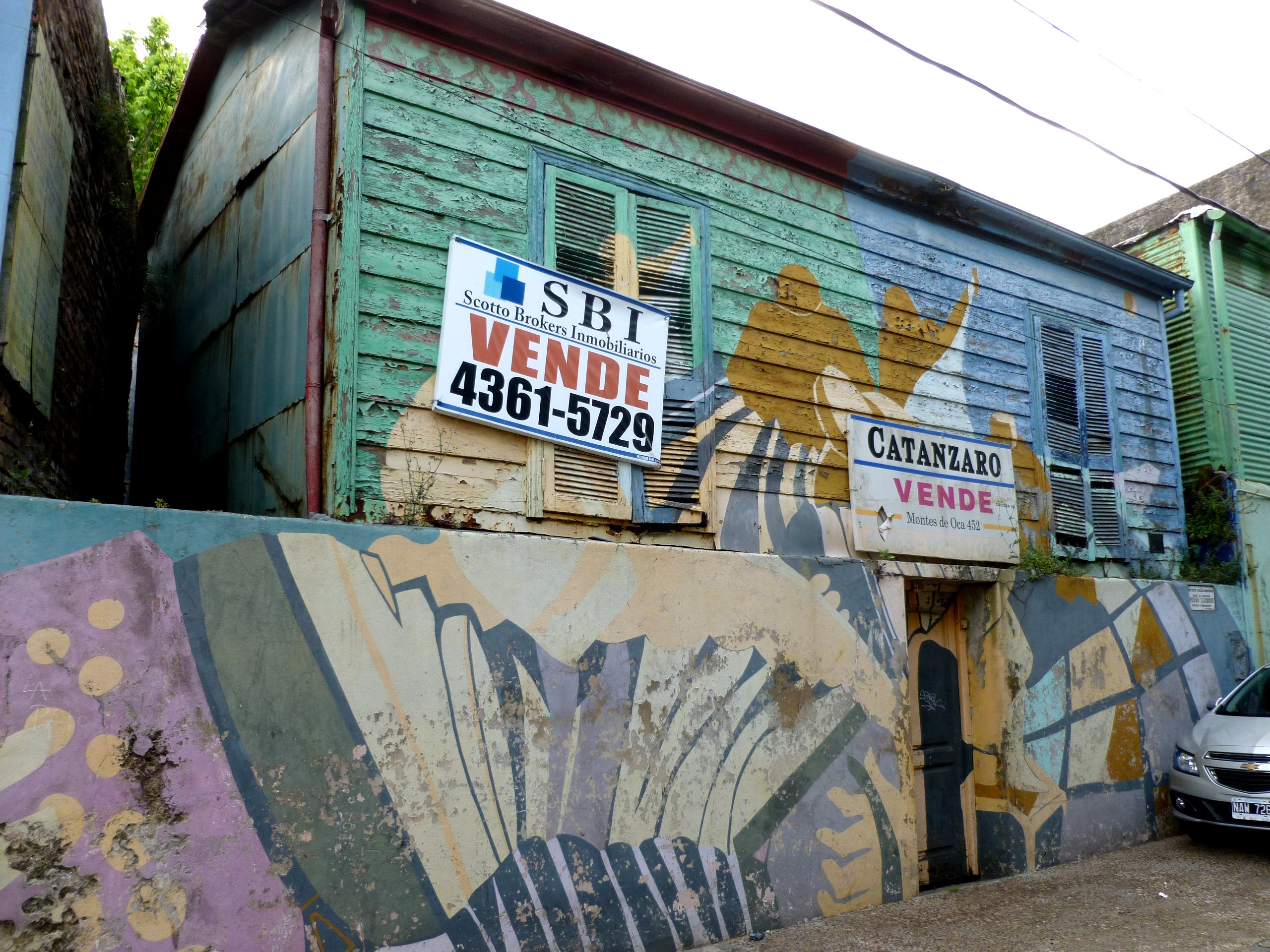
Mural en la casa donde nació Pedro Laurenz, La Boca, en la calle Garibaldi entre Olavarría y Lamadrid

Pedro Laurenz (Buenos Aires, 10 de octubre de 1902 - Buenos Aires, 7 de julio de 1972) fue un destacado bandoneonista, director y compositor argentino de tango. Integró el célebre sexteto de Julio de Caro y la primera formación del Quinteto Real (Láurenz-Salgán-De Lío-Francini-Ferro), formado en 1959. En la Década de Oro del tango dirigió una conocida orquesta que actuó entre 1934 y 1953, en la que se destacó el cantante Alberto Podestá.
Compuso entre otros, los tangos: Amurado, Como dos extraños, Berretín, Mala junta, Milonga de mis amores, Mal de amores y Risa loca.

## Biografía
Pedro Láurenz, músico bandoneonista, director y compositor. Creador absoluto de una capital escuela de interpretación bandoneonistica nacida de su inconfundible temperamento de artista. A diferencia de la modalidad dulce, apagada y, por así decir, musicalmente introvertida de Pedro Maffia, la suya se perfiló desde el comienzo como una forma de ejecución vibrante, de enorme tensión emocional. La brillantez del sonido, la fuerza de ataque, fueron otros dos rasgos de primer orden en su ejecución. 
Perduran como ejemplo, sus solos fraseados y magníficamente dibujados en Qué noche, Sollozos, Semametón, Vayan saliendo, Chinche bonete, Maula (con el sexteto de Julio De Caro), La beba y Milonga de mis amores (con su propia orquesta), De puro guapo (con el Quinteto Real); sus "a solo" en Gaucha, Boedo, Flores negras y De antaño (con el sexteto de Julio De Caro) y sus variaciones corridas o rascadas en Parlamento, Farolito de mi barrio, Risa loca (con el sexteto de Julio De Caro), Orgullo criollo y Poca suerte (con su propia orquesta), realizaciones suyas que han quedado como verdaderas pruebas de la imaginación musical y de la maestría interpretativa, que fueron pilares de la corriente que él promovió en el bandoneón y en la cual se nutrieron de algún modo, dos de los mayores valores que lo sucedieron en el tiempo: Aníbal Troilo y Osvaldo Ruggiero.
De esas mismas facultades surgió su obra de compositor, que proyectaron idéntica jerarquía y originalidad de concepción en todas las variedades formales y temperamentales del género: La revancha, Sin tacha, Mal de amores, De antaño, Mala junta, Esquinero, Orgullo criollo. Entre los tangos de corte milonga para orquesta: Risa loca, Berretín, Gaucha. Tuve un sueño, Coqueta, entre los tangos de línea romántica y gran vuelo melódico; Como dos extraños, Vieja amiga, 24 de agosto, entre los cantables de refinado lirismo.
En conjunto esta obra, cuya calidad de invención y cuya variedad de ideas lo ubica en primerísima línea de compositores sin distinción de épocas o de estilos, debe estimarse además como precursora de las avanzadas tendencias posteriores a 1940. 
Nació en Buenos Aires el 10 de octubre de 1902. Vivió la infancia en Villa Crespo. Primero estudió violín. Posteriormente, sus hermanos mayores —hijos del primer matrimonio de su madre— le despertaron el interés por el bandoneón. En este instrumento se perfeccionó en Montevideo, ciudad en la que estuvo radicado desde 1917, donde debutó profesionalmente tocando junto al pianista Luis Casanovas en el café Au Bon Jour, junto a Eduardo Arolas en el cabaret Moulin Rouge y en el ambiente de las “pensiones”.
Luego de 1920 regresó a Buenos Aires donde integró la orquesta del pianista Roberto Goyeneche, actuando con este en las emisiones de Radio Cultura, y en La Glorieta de la calle Las Heras. 
En 1925, al desvincularse Luis Petrucelli del sexteto de Julio De Caro, fue requerido por este para hacer pareja con Pedro Maffia —su ídolo—. A la par de la actuación de ambos en el referido sexteto, llevaron al disco una serie de versiones en dúo de bandoneones para la casa Víctor con los tangos Mocosita, Pura maña, La cumparsita y otros.
A partir de 1926 quedó como primer bandoneón de Julio De Caro, ingresando a su lado Armando Blasco con quien formó una de las "yuntas" de mayor entendimiento, más completas, virtuosas e importantes de todos los tiempos, registrando con la misma además algunos arreglos a dos bandoneones como Lazos de seda y Guardia vieja para la casa Brunswick. Integrando el conjunto de Julio De Caro participó de las célebres temporadas de los cines Real, Renacimiento, Select Lavalle (época en que por su iniciativa se cambió el tipo de afinación a su instrumento), en las giras por Brasil —1927— y por centros artísticos de Europa —1931— tomando parte en el rodaje de la película Luces de Buenos Aires.
En 1934, justamente con Blasco, Nieso y Sciarreta se desvinculó del compositor de Buen amigo, para formar su propia orquesta debutando en el palco del café Los 36 Billares de la calle Corrientes. Además de los músicos nombrados, Sammy Friedhental como segundo violín, Alejandro Blasco completando la fila de bandoneones y Osvaldo Pugliese (piano y arreglos) integraron esa formación inicial suya, que en tarea paralela a la del sexteto de Elvino Vardaro —que actuaba enfrente, en el Café Germinal —mantuvo con convicción, con sentido romántico de la música y con auténtico coraje artístico el culto por las manifestaciones mejor calificadas del tango, en un momento adverso, desalentador y en permanente cuesta arriba dentro del mundo del espectáculo. Alfredo Gobbi, Héctor Grané, Pedro Terrón, Mauricio Mise, César Zagnoli, José Colángelo, Fernando Suárez Paz, Rolando Gavioli, entre otros músicos de prestigio y los vocalistas Juan Carlos Casas, Héctor Farrel, Alberto Podestá, Alfredo Bermúdez y Jorge Linares, entre otros, fueron algunos de sus colaboradores más destacados en su trayectoria de veinticinco años de director.
Desde 1937 tocó en Radio Stentor y registró sus versiones para el sello Victor, su primer disco —julio de 1937—: Milonga de mis amores y Enamorao. Luego fue contratado por Odeón. De las muchas excelentes interpretaciones alcanzadas en ese ciclo de su trayectoria, han de recordarse las logradas con los instrumentales Arrabal, La beba, De antaño, Boedo, Orgullo criollo, Poca suerte y con los cantables Recién, 24 de agosto, Nunca tuvo novio (vocales por Alberto Podestá), Firuletear de bandoneón (vocales por Juan Carlos Casas), Trenzas (vocales por Jorge Linares), La madrugada (vocales por Alfredo Bermúdez).
En 1960, juntamente con Horacio Salgán, Enrique Mario Francini, Ubaldo De Lio Y Rafael Ferro pasó a integrar en carácter de figura solista el Quinteto Real. Con el mismo grabó sus trabajos para Columbia y para Philips, y viajó tres veces al Japón donde tomó parte en la serie de conciertos ofrecidos por dicho quinteto.
En 1966, fue elegido juntamente con Pedro Maffia, Ciriaco Ortiz y Aníbal Troilo, para ilustrar las secuencias del corto Fueye Querido que dirigió Mauricio Berú y en el cual ejecutó su tango Esquinero, incluido en un disco Microfón de 1966 con otras versiones de su quinteto. Además de los ya nombrados compuso, en sucesivas instancias de su carrera, los tangos El rebelde (el primero, de 1924), Rechiflao, Patria mía, Siete colores, A Belisario Roldán, Es mejor perdonar, Marinera, Hoguera, El fueye de Arolas. Integró la Comisión Directiva de la Asociación Argentina de Directores de Orquesta y el directorio de SADAIC. 
Tercer tomo de "El libro del tango" de Horacio Ferrer (1980)
Falleció el 7 de julio de 1972, en su funeral el poeta Horacio Ferrer lo despidió con poema:

¿Quién dirá que no está?
Si cuando estaba,
de un tangazo bestial
 volteó el olvido.
Horacio Ferrer

## Estilo
Láurenz interpretaba el bandoneón con un estilo al que se ha llamado cadenero, en referencia al caballo que es colocado en un carro al frente de los demás para que marque el paso del conjunto.
Su manera de tocar se distinguía por un fraseo brillante y esa marcación del ritmo. Horacio Ferrer describe en uno sus poemas ese estilo:

Quien lo ha visto tocar decir pudiera,
que no era un fueye, che, lo que apretaba,
sino un potro con teclas que mandaba
un relincho de sangre compañera.
Horacio Ferrer

## Discografía original (álbumes)
- Quinteto Real, con el Quinteto Real, 1960, Columbia 45404.
- Pedro Laurenz interpreta a Pedro Láurenz, 1969.

## Relaciones familiares
Su hija es la actriz y cantante de tango María Cristina Laurenz.